# Sommer-Paralympics 2024/Teilnehmer (Portugal)
| stlisierte Goldmedaille | stlisierte Silbermedaille | stlisierte Bronzemedaille |
| ----------------------- | ------------------------- | ------------------------- |
| 2                       | 1                         | 4                         |

Portugal entsendete zu den Sommer-Paralympics 2024 in Paris eine aus 26 Sportlern bestehende Mannschaft.

## Medaillengewinner

### Gold
- Cristina Gonçalves (Boccia: Einzel BC4)
- Miguel Monteiro (Leichtathletik: Kugelstoßen F40)

### Silber
- Sandro Baessa (Leichtathletik: 1500 m T20)

### Bronze
- Carolina Duarte (Leichtathletik: 400 m T13)
- Luís Costa (Radsport: Straße Einzelzeitfahren H5)
- Djibrilo Iafa (Judo: Klasse bis 73 kg J1)
- Diogo Cancela (Schwimmen: 200 m Lagen SM8)

## Teilnehmer nach Sportart

### Badminton
Frauen:
- Beatriz Monteiro

### Boccia
Frauen:
- Ana Correia
- Ana Costa
- Cristina Gonçalves
- Carla Oliveira

Männer:
- David Araújo
- José Gonçalves
- André Ramos

### Judo
Männer:
- Djibrilo Iafa
- Miguel Vieira

### Parakanu
Männer
- Norberto Mourão
- Alex Santos

### Leichtathletik
Frauen:
- Carolina Duarte
- Ana Filipe
- Carina Paim

Männer
- Sandro Baessa
- Mamudo Baldé
- Miguel Monteiro

### Radsport

#### Straße
Männer:
- Luís Costa
- Telmo Pinão

#### Bahn
Männer:
- Telmo Pinão

### Schießen
Frauen:
- Margarida Lapa

### Schwimmen
Männer
- Diogo Cancela
- Tomás Cordeiro
- Marco Meneses
- Daniel Vieira

### Paratriathlon
Männer:
- Filipe Marques